# Risiko (album)
Risiko er det 11. studiealbum fra danske Love Shop, bestående af sanger og sangskriver Jens Unmack. Albummet udkom den 8. marts 2017 på A:larm Music og Universal Music. Det er produceret af Mikkel Damgaard, der også har været med til at komponere flere af albummets numre. Risiko modtog gode anmeldelser, og blev beskrevet som mere elektronisk end tidligere Love Shop-album.
Albummets titel, Risiko, er ifølge Jens Unmack "ment som en ansporing til at grave dybt og ikke tage noget for tilbagelænet", og han har udtalt om albummets tilblivelse: "Jeg havde et ønske om, at vi skulle lave en kort og direkte plade, uden et gram fedt for meget på sidebenene."

## Anmeldelser
Henning Høeg fra BT gav albummet fem ud af seks stjerner, og kaldte albummet for ét af Love Shops bedste album til dato. Anmelderen skrev at Risiko er mere i den "elektroniske afdeling" end tidligere album, og beskrev lyrikken som "overraskende og unik men alligevel ligefrem og personlig". Gaffas anmelder gav det ligeledes fem ud af seks stjerner. Jan Opstrup Poulsen skrev at producer Mikkel Damgaard i højere grad har overtaget rollen efter afdøde Henrik Hall og Hilmer Hassig, hvilket har medført "en mere elektronisk tone".
Ekstra Bladets anmelder skrev: "Unmack er stadig en underligt gusten antisanger, og i fællesskab med produceren Mikkel Damgaard har jyden atter skabt et klangfattigt og kantet lydbillede, som imidlertid nyder godt af diskrete ekkoer af krautrock og New Order", og gav albummet tre ud af seks stjerner.

## Spor
Alt tekst skrevet af Jens Unmack. 
| #   | Titel                                      | Musik                   | Længde |
| --- | ------------------------------------------ | ----------------------- | ------ |
| 1.  | "Verdensmestre"                            | Unmack, Mikkel Damgaard | 4:19   |
| 2.  | "Aldrig træt aldrig mæt"                   | Unmack, Damgaard        | 3:36   |
| 3.  | "Skøjteløb på Bagsværd sø"                 | Unmack                  | 5:04   |
| 4.  | "De forelskedes smag i din mund"           | Unmack                  | 4:06   |
| 5.  | "Mørkets hastighed"                        | Damgaard                | 4:26   |
| 6.  | "For den engelske regn"                    | Unmack                  | 5:32   |
| 7.  | "Triumf"                                   | Unmack                  | 4:12   |
| 8.  | "Mennesker har brug for at tale om natten" | Damgaard                | 3:47   |
| 9.  | "Istid farvel"                             | Unmack                  | 4:48   |
| 10. | "Kom aftenernes vind"                      | Unmack, Damgaard        | 3:35   |

## Medvirkende
- Jens Unmack
- Mikkel Damgaard – keyboard, percussion, glockenspiel, vocoder, producer, indspilning, mixer, kor
- Mika Vandborg – elektrisk guitar
- Nis Tyrrestrup – bas
- Thomas Duus – trommer
- Sune Rose Wagner – elektrisk guitar og ekstra keyboard
- Rune Kjeldsen – elektrisk guitar (spor 3)
- Morten Woods – elektrisk og akustisk guitar (spor 4)
- Stine Hjelm Jacobsen – kor
- Chornomorets Odessa Strings – strygere
- Asger Møller – trommeindspilning
- Anders Schumann – mastering